# Eurícrates I
Eurícrates I (en llatí Eurycrates, en grec antic Εὐρυκράτης) fou l'onzè rei d'Esparta de la línia agíada.
És una figura quasi mítica que va regnar entre els anys 665 aC i 640 aC, cap al final de la Primera guerra messènica. El menciona Pausànias.